# Муравера
Муравера (італ. Muravera, сард. Murera) — муніципалітет в Італії, у регіоні Сардинія,  провінція Кальярі.
Муравера розташована на відстані близько 370 км на південний захід від Рима, 45 км на північний схід від Кальярі.
Населення — 5279 осіб (2014).
Щорічний фестиваль відбувається 6 грудня. Покровитель — святий Миколай.

## Демографія
Населення за роками:

Станом на 1 січня 2023 року в муніципалітеті офіційно проживало 165 іноземців з 41 країни, серед них 77 громадян країн Євросоюзу та 4 громадяни України.

## Сусідні муніципалітети
- Кастіадас
- Сан-Віто
- Віллапутцу